# Nsama (Distrikt)
Nsama ist einer von zwölf Distrikten in der Nordprovinz in Sambia. Er hat eine Fläche von 7493 km² und es leben 77.650 Menschen in ihm (2022). Nsama wurde im Februar 2012 vom Distrikt Kaputa abgespalten.

## Geografie
Der Distrikt Nsama befindet sich etwa 250 Kilometer nordwestlich von Kasama, der Provinzhauptstadt der Nordprovinz, und über 1260 Kilometer von Lusaka entfernt. Er grenzt im Norden an den Tanganjikasee und an das Territorium Moba in der Provinz Tanganyika der Demokratischen Republik Kongo. In Sambia grenzt er im Osten an den Distrikt Mpulungu, im Süden an Mporokoso und im Westen an Kaputa und den Mweru-Wantipa-See.

### Klima
Nsama hat ein saisonales tropisches Klima. Er hat heiß-feuchtes Wetter von November bis April, kühl-trockenes Wetter von Mai bis Juli und trocken-heißes Wetter von August bis Oktober. Der jährliche Niederschlag liegt bei 1200 mm und die Durchschnittstemperatur beträgt 19,7 °C.

### Hydrologie
Der Distrikt Nsama verfügt über zahlreiche Gewässer, wobei die wichtigsten der Tanganjikasee und der Mweru-Wantipa-See sind. Weitere Gewässer sind der Chisi-See, der Lufubu-Fluss, welcher einen Teil der Ostgrenze des Distriktes bildet, und weitere Flüsse und Sümpfe.

## Wirtschaft
Die wichtigsten wirtschaftlichen Aktivitäten im Distrikt sind Tourismus, Fischerei, Landwirtschaft und Handel. Die wichtigsten formellen Arbeitgeber sind Regierungsinstitutionen, Mpende Fisheries, Ndole und Nkamba Bay Lodges. Im Gebiet gibt es nur begrenzt formelle Handels- und Industrieaktivitäten. Die Hauptwirtschaftstätigkeit liegt in der Fischindustrie. Zu den anderen wirtschaftlichen Aktivitäten gehört jedoch der Handel mit Kosmetika, Eisenwaren, Lebensmitteln und Kleidung, der im Handelszentrum der Siedlung Sumbu stattfindet.

### Landwirtschaft
Die wichtigsten angebauten Nutzpflanzen sind Maniok, Reis, Süßkartoffeln, Mais, Sorghum, Fingerhirse, Bohnen und Erdnüsse.

### Finanzsektor
Die nächstgelegenen Finanzdienstleistungen sind in Kaputa und Mporokoso. Regierungsangestellte erhalten jedoch Kredite von Mikrokreditinstituten, die mobile Finanzdienstleistungen im Sumbu-Gebiet eingeführt haben.

### Forst
Die Wälder im Distrikt haben Potenzial für die Entwicklung der Imkerei, insbesondere im Tondwa Game Management Area. Feuerholz und Holzkohle sind die Hauptenergiequellen zum Kochen und Heizen. Auch traditionelle Heilpraktiker nutzen den Wald als Quelle ihrer medizinischen Produkte.

### Tourismus
Zu den wichtigsten Touristenattraktionen im Distrikt gehören unter anderem der Nsumbu-Nationalpark, der Tanganjikasee, der Lufubu-Fluss und die Mwepwe- und Chika-Fälle sowie historische Stätten.

## Infrastruktur

### Gesundheit
Der Distrikt Nsama hat 9 Gesundheitszentren.

### Bildung
Im Distrikt befinden sich 39 Grundschulen, 3 Gymnasien und 1 Internat, das sich im Bau befindet.

### Wasser Versorgung
Der Distrikt Nsama hat kein öffentliches Wasserversorgungsnetz. Die Gemeinden beziehen das Wasser aus Bohrlöchern und anderen ungeschützten Quellen wie offenen Brunnen, Flüssen und dem Mweru-wantipa-See. Die meisten der abgeteuften Bohrlöcher werden wegen defekter Pumpen nicht mehr genutzt.

### Wasser Entsorgung
Die meisten Haushalte im Distrikt haben traditionelle Grubenlatrinen. Die Abfallentsorgung erfolgt hauptsächlich in Gruben, die üblicherweise verschüttet werden, wenn sie gefüllt sind. Die Toiletten und Müllgruben sind aufgrund der Felsformation im Distrikt flachgründig.

### Transport
Der Distrikt ist auf dem Land-, Luft- und Wasserweg erreichbar, obwohl es derzeit keine ausgebauten öffentlichen Verkehrsmittel gibt, die das Gebiet bedienen. Es gibt jedoch einige private Transporter und Boote, die zum und vom Distrikt verkehren. Der Hafen der Siedlung Sumbu ist in einem desolaten Zustand. Die Arbeiten am Flughafen Kasaba Bay, der für größere Flugzeuge geplant war, sind ins Stocken geraten. Es gibt keine Linienflüge in das Gebiet. Die Nkamba-Landebahn im Nsumbu-Nationalpark wird genutzt, obwohl sie sich in einem heruntergekommenen Zustand befindet. Sie ist in ihrem jetzigen Zustand nur von Leichtflugzeugen benutzbar. Der Flugplatz verfügt über keinerlei Infrastruktur.

### Energie
Der Distrikt verfügt im Gegensatz zu vielen anderen Distrikten in der Region über keine Wasserkraftinfrastruktur. Die dem Gebiet am nächsten gelegene Wasserkraftanlage ist das 750-kVA-Wasserkraftwerk Lunzua, das sich etwa 120 km entfernt im Distrikt Mpulungu befindet.